# Wehrmachtverkehrsdirektion

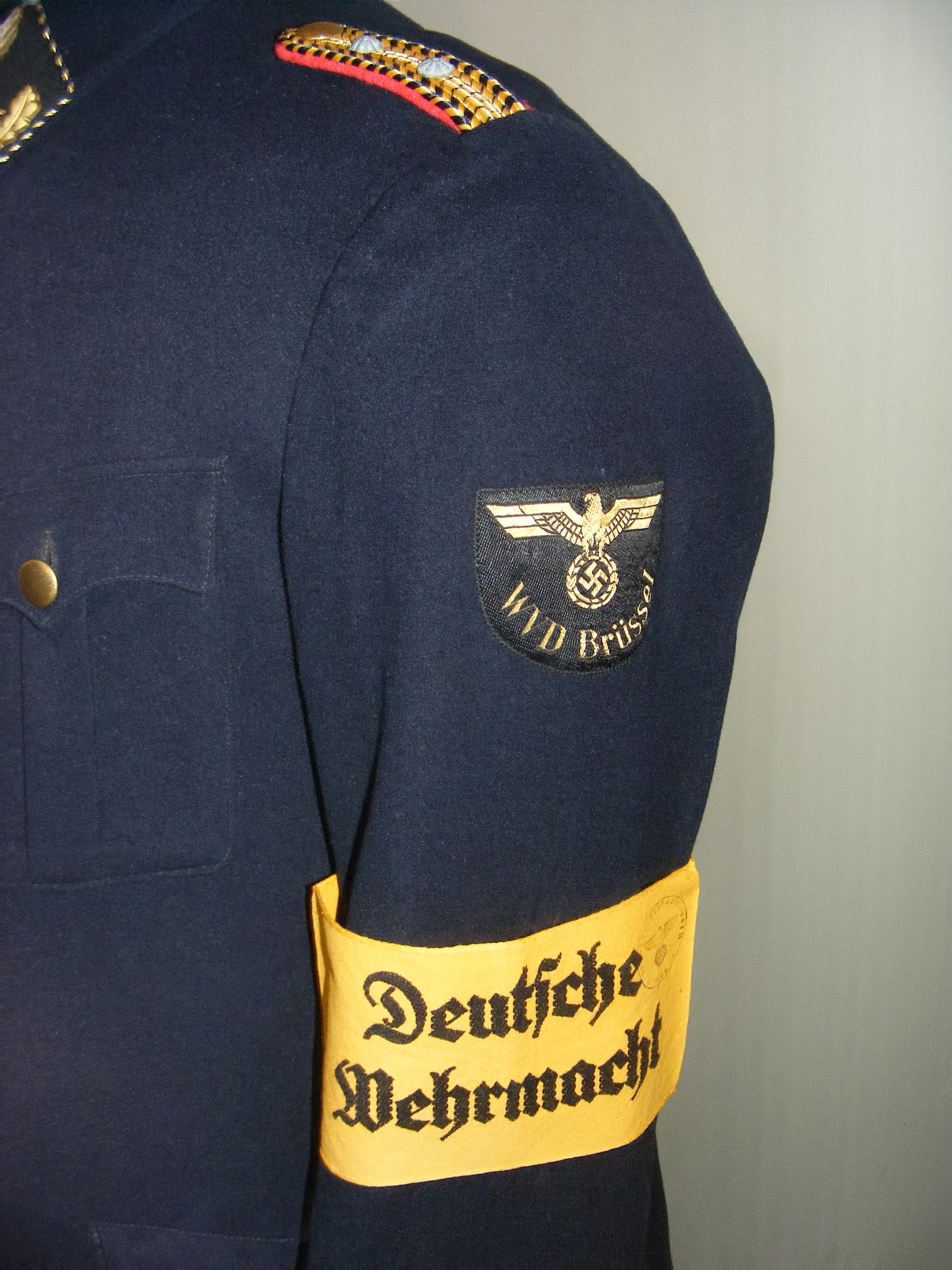
Uniforme d'un membre de la WVD de Bruxelles

Wehrmachtverkehrsdirektion (pouvant aussi s'écrire Wehrmacht Verkehrsdirektion ou Wehrmacht Verkehrs Direktion, abrégé en WVD) est un terme allemand pouvant être traduit par « Direction des transports de l'armée allemande ».

## Histoire
Cette branche de la Wehrmacht sous le régime nazi est chargée de contrôler l'exploitation des chemins de fer nationaux. Elle a été créée lors de la réorganisation en 1937 de la Deutsche Reichsbahn en quatre directoires.
Elle s'installe à Paris le 21 juin 1940 et les premiers contacts entre la SNCF et la WVD interviennent le 26 juin 1940. Le siège de la WVD se trouve d'abord au 36 de l'avenue Kléber, puis au 29 de la rue de Berri, dans le 8e arrondissement, près des Champs-Élysées. C'est le vice-président de la direction de la Reichsbahn régionale de Hanovre, Hans Münzer, qui fut nommé commandant suprême (Kommandeur) de cette autorité de contrôle des chemins de fer français.
En août 1940, l'exploitation du réseau en zone occupée, hors Alsace-Lorraine est transférée dans son ensemble à la WVD installée à Paris. Une WVD est également installée à Bruxelles, qui a compétence sur une partie du Nord de la France.
La SNCF conservait la propriété du matériel qui lui restait après les réquisitions allemandes, ses trains étaient conduits par des cheminots français, mais elle se trouvait placée sous la surveillance de WVD qui soumettait le personnel aux lois de guerre allemandes et imposait la présence de 6 500 cheminots allemands dans les gares, les dépôts et les chantiers d’exploitation chargés de s’assurer sur place du bon fonctionnement de l’entreprise.
Dans la gestion au quotidien des chemins de fer dans les régions, les directives étaient transmises par l'intermédiaire de cinq « directions des chemins de fer » appelées EBD (Eisenbahnbetriebsdirektion) dont les zones correspondaient finalement, pour des raisons pratiques, assez largement aux cinq régions de la SNCF. Dans chaque EBD travaillaient environ 200 cheminots allemands, qui faisaient généralement partie des cadres moyens. Subordonnés à ces directions d'exploitation, des services allemands comprenant chacun de 30 à 150 cheminots du Reich contrôlaient le fonctionnement de la SNCF.
Son but est d'alors remettre en marche les services de chemins de fer français afin d'optimiser son temps de transport, permettre son utilisation par les forces allemandes, contribuer à l'économie allemande et entre autres de continuer à apporter un soutien à l'invasion de l'Afrique du Nord. À ces fins, les prisonniers de guerre qui ont des compétences de cheminots sont relâchés. Il transitera, alors, via les chemins de fer français pas moins de 45 millions de tonnes de minerais entre l'Italie et l'Allemagne.